# Old-time music
Old-time music é um gênero de música folclórica norte-americana. Desenvolveu-se junto com várias danças folclóricas norte-americanas, folk dances, such as square dancing, clogging, e buck dancing. É tocado em instrumentos acústicos, geralmente centrado em uma combinação de violino e instrumentos de cordas dedilhadas, mais frequentemente o banjo, violão e bandolim. O gênero é considerado um precursor da música country moderna.